# Savka Dabčević-Kučar
Savka Dabčević-Kučar (Korčula, 1923. december 6. – Zágráb, 2009. augusztus 6.) horvát politikus és közgazdász. A horvát tavasz idején a nemzeti reformmozgalom vezetője volt, amelyet a Horvátországi Kommunisták Szövetsége Központi Bizottságának elnökeként segített. A horvát tavasz végét az jelentette, amikor 1971-ben elmozdították e posztjáról, és megkezdődött a reformerek üldöztetése.

## Élete és pályafutása
Apja Antun Dabčević ügyvéd, Dobrotáról (Kotori-öböl) származó horvát hajótulajdonosok, hajóskapitányok és tengerészcsaládok (Dabčevićek, Ivanovićok, Lukovićok) leszármazottja volt. Az 1895-ös zágrábi magyar zászlóégetésben való részvétele miatt, akkori elsőéves hallgatóként a zágrábi egyetemi filozófiai tanulmányaitól való eltiltással büntették. Végül a Bécsi Egyetem jogi karán szerzett diplomát. Ügyvéd, polgármester (Benkovac, Zára, Korčula), később banki tanácsadó (Dubrovnik, Split) volt. A hatóságokkal való nézeteltérések miatt 1934-ben, korán nyugdíjba vonult. Anya, Marija Miljenka Novak polgári iskolát végzett, és rövid ideig hivatalnokként dolgozott.
Savka Dabčević-Kučar 1923. december 6-án született. A spliti leánygimnáziumban érettségizett 1941-ben, ahol ő volt a legfiatalabb végzős. Már középiskolásként is széles érdeklődési kört és tehetséget mutatott (irodalom, filozófia, pszichológia, művészet, történelem). Több split generáció legjobb diákjaként emlegették. 1941-1945 között nem folytatta tanulmányait. Testvérét letartóztatták az olasz megszálló hatóságok, és a család nagyon rossz anyagi körülmények között volt. A fiatal Savka azzal segített a család támogatásában, hogy diákokat korrepetált. 1943 szeptemberében, miután a fasiszták megverték testvérét csatlakozott a partizánokhoz. El Shattba küldték, ahonnan 1945-ben tért vissza. A háború után az 1945/1946-os tanévben beiratkozott az akkori Közgazdasági Főiskolára (később az egyetem közgazdaság-tudományi kara).
1946-ban a Szovjetunióba ment tanulni, a Leningrádi Egyetem Pénzügyi és Gazdaságtudományi Karára. Az Informbiro határozata miatt tanulmányait félbeszakította, és 1948 júniusában visszatért Zágrábba. Tanulmányait a Zágrábi Egyetem Közgazdaságtudományi Karán folytatta és 1949 decemberében szerzett diplomát.
1950 januárjában a Közgazdaságtudományi Kar politikai gazdaságtan szakára asszisztensnek választották. Az egyik első nő volt, aki Horvátországban közgazdasági doktorátust szerzett, disszertációját „J.M. Keynes – az államkapitalizmus teoretikusa” témában írta. Egy nem marxista közgazdasági teoretikus választása egy doktori disszertációhoz akkoriban minden bizonnyal kivételes jelenség volt. 1951-ben férjhez ment egy Ante Kučar nevű bányamérnökhöz, aki Bolban (Brač szigetén) született, trogiri hajóépítő családból. Kučar évekig a Geotechnika igazgatója volt. Két lányuk született. Az egyik kémiából, a másik fizikából doktorált.
Savka Dabčević Kučart 1954-ben a Közgazdaságtudományi Kar adjunktusává választották, majd ugyanezen a karon egyetemi docens (1957) és végül rendes tanár (1960) lett. Professzorként 1960/1961-ben Ford-ösztöndíjat kapott egy éves külföldi tartózkodásra. 10 hónapig az USA-ban és 2 hónapig Franciaországban tanult. Tanulmányi ideje alatt a regionális fejlődés nyomon követésének és előrejelzésének modern módszereit tanulmányozta. Tagja volt a jugoszláv ENSZ-küldöttségnek. Két évig szervezője, vezetője és professzora volt a „Közösség gazdaságtana” posztgraduális tanulmányi képzésnek. 1967-ben a Horvát Szocialista Köztársaság parlamentje (mai szóhasználattal: kormánya) végrehajtó tanácsának elnökévé választották. 1969-ben még fontosabb pozícióba került: a Horvát Kommunista Szövetség Központi Bizottságának elnökévé választották.
Későbbi nagy politikai szerepvállalása ellenére 1971-ig nem hagyta abba az egyetemi előadásokat és munkát. Karađorđevói elítélése után, 1971 decemberében, politikai tevékenysége miatt, illetve a közéletből való teljes kizárása részeként, a rendelet értelmében kizárták a pártból is, amelyet egészen a közelmúltig ő vezetett. A Horvát Kommunisták Szövetsége Központi Bizottságának elnöke (1969-1971) kénytelen volt elhagyni a kari és szakmai és tudományos munkát. A Zágrábi Egyetem Közgazdaságtudományi Karán nem maradt fenn írásos nyoma annak, hogy valaha is ott tartózkodott, dolgozott, tanított, dolgozatokat javított, doktori tanulmányokat vezetett stb. 1972 szeptemberében a Központi Bizottság döntése alapján a titkárságon dolgozott. 1974-ben, amint teljesítette a törvényi előírásokat korengedményes nyugdíjba vonult.
A rendszerváltás után 1990-től ismét részt vett a politikai életben, és a Horvát Néppárt első elnökévé választották. Ezt a tisztséget 1994-ig töltötte be, majd haláláig részt vett a párt vezetésében. Savka Dabčević-Kučar 2009. augusztus 6-án halt meg Zágrábban.

## Politikai tevékenysége

### A szocialista Jugoszláviában
Meggyőződéses antifasisztaként 1941-től segítette a Nemzeti Felszabadító Mozgalmat, de nem csatlakozott a szervezethez. Az 1943. szeptemberi dalmáciai tömegfelkelés során csatlakozott a partizánokhoz. A párt vezetése politikai munkásnak nevezte ki Brač és Šolta szigeteinek felszabadított területén. Ott lett 1943 decemberében a Horvát Kommunista Párt (KPH) tagja. Közvetlenül ezután, 1943 decemberében a KPH Dalmácia Regionális Bizottsága döntése alapján a menekültek vezetőjének az egyiptomi El Shattba küldték. Tagja volt a JNOF (Egyesült Népi Felszabadítási Front) menekültekkel foglalkozó bizottságának, valamint az USAOH (A Horvátországi Antifasiszta Fiatalok Egyesült Szövetsége) és a SKOJ (Jugoszláv Kommunista Ifjúsági Szövetség), később pedig KPH vezetőségének is. A háború vége után az utolsó el shatti csoportokkal visszatért hazájába.
1945-től különböző politikai tisztségeket töltött be, és számos politikai szervezet és pártvezetőség tagja volt. Így lett a Zágrábi Városi Közgyűlés választott képviselője. Kétszer (mindkétszer ellenjelölttel szemben) a Jugoszláv Szocialista Szövetségi Köztársaság (SFRJ) Szövetségi Közgyűlésének tagjává választották, ahol nyíltan képviselte a Horvát Szocialista Köztársaság gazdasági érdekeit. Tagja volt a SFRJ Interparlamentáris Uniójának, részt vett az IPU (Interparlamentáris Unió) nemzetközi ülésein, ahol előadásokat tartott. 1966 szeptemberétől decemberéig az ENSZ jugoszláv delegációjának tagjaként, valamint Jugoszlávia képviselőjeként az ENSZ Szociális és Gazdasági Tanácsában jelentést terjesztett elő a világ társadalmi és gazdasági fejlődésének évtizedéről szóló vitában.
Számos feladatot látott el a pártban is. Tagja volt az Egyetemi Bizottságnak, tagja az SKH (Horvát Kommunista Szövetség) Központi Bizottságának és az SKJ (Jugoszláv Kommunista Szövetség) Központi Bizottságának, 1964-1965-ben ideológiai, 1966-1967-ben az SKH Központi Bizottsága gazdasági ügyekért felelős titkára volt. 1967-ben a Horvát Szocialista Köztársaság Parlamentje Végrehajtó Tanácsának elnöke és ezzel az első női miniszterelnök lett (nemcsak Horvátországban és a volt Jugoszláviában, hanem a tágabb közép-európai térségekben is).
Két évvel ezután megkapta az akkori lehető legmagasabb politikai tisztséget, az SKH KB elnöke lett (a kommunista országokban a kormányzó pártszervek fontosabbak voltak, mint az állami szervek). Ezt a pozíciót 1969-től 1971-ben történt kényszerű elbocsátásáig töltötte be. Tagja volt az SKJ Központi Bizottsága elnökségének.
Parlamenti munkájában és a horvát kormány elnökeként horvát politikai és gazdasági érdekeket képviselte; szorgalmazta a horvát államiság egyenlőségének biztosítását Jugoszlávián belül, valamint egy eltérő – a piaci viszonyokhoz közelebb álló – gazdaságpolitikát, kevesebb állami adminisztratív és bürokratikus beavatkozással a gazdaságba. A központosítás heves ellenfele volt. A kor keretein belül a társadalom demokratizálódásáért küzdött. Az SKH-ban a dogmatizmus és a sztálinizmus ellen dolgozott. A délszláv unitarizmus és a nagyszerbizmus heves ellenfele volt, az élet minden területén küzdött a nagyszerb uralom ellen. Politikai elveiből következett, hogy az ún. horvát tavasz egyik vezető személyisége volt.
A horvát tavasz idején folytatott tevékenységéért az SKJ vezetőségének 1971. december 1-jén megtartott karađorđevói értekezletén elítélték. Mivel nem volt hajlandó feladni politikai nézeteit és céljait, 1971. december 12-én lemondott az SKH Központi Bizottságának elnöki posztjáról és tagságáról. A párt döntése alapján 1972. április 12-én kizárták az SKH-ból. Az 1971 utáni években társadalmilag kínos helyzetben volt, Zágrábban élve egyfajta ellenzéket képviselt az uralkodó rendszerrel. Az igazi ellenzék működése akkoriban még nem volt lehetséges, mert nem lehetett ellenzéki nézeteket kifejezni a médiában, és a kommunista rendszer nyilvános kritikája miatt könnyen börtönbe kerülhetett volna. Köré gyűltek reformerek, az emigránsok, és a rendszerellenesek.

### A rendszerváltás után
A kommunizmus összeomlása idején a Slobodna Dalmacija folyóirat 1990. januári számaiban cikksorozatot közölt. Minden horvát és demokratikus (antikommunista és jugoszlávellenes) erő megszervezését kérte, amelyek még mindig szervezetlenek voltak, de egyre inkább megjelentek a horvát politikai színtéren. A HSLS (Horvát Szociálliberális Párt) és a HKDS (Horvát Kereszténydemokrata Párt) képviselőinek meghívására 1990-ben csatlakozott (párton kívüli személyként több más prominens személlyel együtt) a Népi Megegyezés Szövetségéhez. A koalíció abból a célból egyesítette a demokratikus centrista horvát pártokat (HSS, HDS, HSLS, HKDS, SDSH), hogy az antikommunista horvát szavazatok ne vesszenek el az első szabad választásokon.
1990 októberében hasonló gondolkodású emberekkel megalakította a demokratikus centralisták horvát pártját, a Horvát Néppártot (HNS). Ő lett a HNS első elnöke, akit 1991 januárjában titkos szavazással választottak meg. Még kétszer választották meg a párt elnökévé. Saját elhatározásából 1994 novemberében vonult nyugdíjba. Beválasztották a párt vezető testületeibe és a HNS tiszteletbeli elnökévé választották, amelyet halála napjáig töltött be.
Savka Dabčević-Kučar 1992. augusztus 2-án indult a Horvát Köztársaság elnökválasztásán, és elnökjelöltként a szavazatok 6 százalékát szerezte meg. Politikai tevékenységében következetesen képviselte a Horvát Köztársaság szuverenitását és függetlenségét, valamint a demokrácia, a társadalmi elemeket is magában foglaló piaci típusú gazdaság erősítését, Horvátország európai intézményekbe való integrálását.
A Horvátország elleni szerb agresszió során az ellenzéki párt vezetőjeként aktívan részt vett a Horvát Köztársaság nemzetközi pozícióját és védelmi erejét erősítő akciókban. A háború alatt aközé a néhány politikus közé tartozott, akik meglátogatták a frontvonalat Szlavóniában, Petrinyában, a Kulpamentén, Dalmácia hátországában stb.
A HNS tagjaként 1992. szeptember 7-én került be a horvát parlamentbe, képviselői mandátuma 1995. november 28-ig szólt. Tagja volt a Gazdasági Bizottságnak, és számos javaslatot tett a hatékony gazdaságfejlesztésért a bizottságban és a parlamenti üléseken, valamint szorgalmazta a gyorsabb, részvényfelosztással történő privatizációt. Számos kérdésben bírálta a kormány gazdaságpolitikáját, számos konkrét és magas szintű javaslatot tett.
Tagja volt a Parlament külpolitikai bizottságának, amelyben nagyon aktív szerepet játszott, valamint a Horvát Köztársaság Parlamentje Interparlamentáris Uniója (IPU) végrehajtó bizottságának. Küldöttként részt vesz az IPU canberrai, párizsi, madridi, koppenhágai és bukaresti konferenciáin, valamint jelentéseket tett az IPU Gazdasági Bizottságában. Parlamenti ciklusa alatt Horvátországot képviselte a női parlamenti képviselők nemzetközi találkozóin, ahol bemutatta a horvát problémákat, különös tekintettel a szerb agresszióra és annak horvátországi következményeire. 1995 szeptemberében tagja volt a horvát állami küldöttségnek a Nők Nemzetközi Kongresszusán Pekingben.
Az Országgyűlés külpolitikai bizottságának tagjaként részt vett számos külföldi parlamenti küldöttségben, az Európa Tanács strasbourgi tárgyalásain is. a tanácsban kétszer is felszólalt Horvátország tanácsba való felvételével kapcsolatban, és mindig képviselte Horvátország állami érdekeit. Parlamenti képviselőként és egyik ellenzéki vezetőként számos nemzetközi kapcsolata volt – Nagy-Britanniában (ellenzéki vezetők beszélgetései az angol parlament külügyi bizottságának tagjaival; találkozott Lord Carringtonnal, interjút adott a BBC-nek, részt vett egy közös politikai összejövetelen és sajtótájékoztatón), Németországban (1993-ban a kormányzó és az ellenzéki pártok képviselői a Bundestag vendégei voltak, és számos kapcsolatfelvétel történt, miközben előadást tartottak Horvátországról), Franciaországban (az IPU 1993-as párizsi ülésszakán a horvát delegáció találkozót tartott francia kulturális és közmunkásokkal a horvát álláspontról és kilátásokról) stb.
Mint kiemelkedő politikai személyiség, számos nemzetközi politikai konzultációra és találkozóra kapott meghívást. Részt vett többek között: 1990-ben Bécsben a Mozart-napokon, előadást tartott „A Jövő Európa politikai építészete” témában. Részt vett az 1990-es szimpóziumon, Harrogate-ben, Angliában, a kelet-európai események témájában, a „The Croatin Spring 1971” című dolgozatával, amely nagy érdeklődést és vitát váltott ki; 1990 decemberében a Yale Egyetem (USA) meghívására előadást tartott az „1971. – 1990. Elmélkedések a demokratikus mozgalomról Horvátországban” címmel; 1991 decemberében az AAA Szövetség meghívására Miamiban (USA) tartott előadást „A háború Horvátországban és a horvát út egy demokratikus és szabad társadalomért" címmel, ami nagyon figyelemre méltó volt. 1997-ben kiadták a „71. Horvát álmok és valóság" című könyvét, amely igazi politikai bestseller volt Horvátországban. Folyékonyan beszélt franciául, angolul, németül, olaszul és oroszul.

## Díjai
Számos külföldi és hazai díj birtokosa. Horvátországban megkapta a Haza Háborús Emlékérmet, a Horvát Lóhere Rendet, a Horvát Blaž Lorković képével díszített Csillagrendet, valamint Dmitri Zvonimir Király Nagyrendjét a szalaggal és a csillaggal. A „Mijo Mirković”, illetve a „Božidar Adžija” tudományos munkáért kapható köztársasági díj nyertese volt 1964 és 1967-ben.

## Művei
- "Kapital, višak vrijednosti i akumulacija kapitala" Zagreb 1950
- "Sistem nagradjivanja i realne nadnice grafičkih radnika u Zagrebu 1935. – 1939 i 1952. – 1956", mestermunka, Gazdaságtudományi Kar, IV. kötet, 1958
- "Maynard Keynes – teoretičar državnog kapitalizma", könyv, 1955
- "Kretanje najamnine u suvremenim kapitalističkim zemljama", könyv, 1961
- "Osnovne zakonitosti u proizvodnji, raspodjelik, razmjeni i potrošnji», izd. Radničko sveučilište Moša Pijade", 1960
- "Mali ekonomski rječnik"
- "Izgradnja samoupravne radne organizacije", Zagreb 1970
- "SKH u političkoj akciji", Zagreb, 1971
- "71. Hrvatski snovi i stvarnost" 1997. ISBN 953-6596-01-6

### Társszerzőként
- "Decentral and socialist planning: Yugoslavia", a "Planning Econimic Development" című kötetben, szerk. Everett E. Hagen, Homewood, Richard D. Irving inc. 1963
- "Bijela knjiga"; társszerzők: R. Lang, D. Gorupić, M. Mesarić, V. Stipetić, I. Perišin, J. Sirotković i S. Dabčević Kučar, Dabčević, Gorupić és mások. Az 1960-as évek gazdasági reformjának kidolgozása
- "O nekim pitanjima privrednog sistema"; a "Politička ekonomija " című tankönyvben, Skopje 1959
- " Politička ekonomija kapitalizma", Informator kiadó, Zagreb 1967. (VII, X, XI, XII. fejezetek)
- " Politička ekonomija socijalizma", kiadó: Zágrábi Egyetem Közgazdaságtudományi Kar 1963. (a IV. fejezet szerzője)
- "Analiza ekonomskog položaja privrednih gupacija na bazi dohodovne cijene i cijene proizvodnje ", Beograd, 1964. Kifejezetten tanulmányként nyomtatva, Közgazdasági Szemle, 1963., br. 3-5;
- " Politička ekonomija socijalizma", Zágrábi Egyetem Közgazdaságtudományi Kar, Zagreb, 1970

## Fordítás
- Ez a szócikk részben vagy egészben  a   Savka Dabčević-Kučar című horvát Wikipédia-szócikk ezen változatának fordításán alapul.  Az eredeti cikk szerkesztőit annak laptörténete sorolja fel. Ez a jelzés csupán a megfogalmazás eredetét és a szerzői jogokat jelzi, nem szolgál a cikkben szereplő információk forrásmegjelöléseként.